# Virgin VR-01
O Virgin VR-01 é o modelo de carro de corrida da equipe Virgin para a temporada de 2010 de Fórmula 1, pilotado por Timo Glock e Lucas Di Grassi. Foi apresentado oficialmente no dia 3 de fevereiro. No dia seguinte o carro foi para a pista pela primeira vez no circuito de Silverstone.

## Desempenho
Durante os testes coletivos em Jerez, na Espanha, o modelo não demonstrou o mesmo empenho que as demais equipes e o carro de Glock chegou a perder a asa dianteira em uma sessão dos treinos.
Em 25 de março, a equipe recebeu autorização da FIA para modificar o modelo, aumentando o tanque de combustível que era insuficiente para terminar uma corrida.
Em 26 de maio foi anunciada algumas modificações no modelo para o Grande Prêmio da Turquia, sétima corrida da temporada. As mudanças incluem um tanque maior de combustível, novo assoalho e uma distância maior entre os eixos, além de novas atualizações aerodinâmicas.

## Resultados
Legenda: (Corridas em negrito indicam pole position); (Corridas em itálico indicam volta mais rápida)